# Gib Gas, Joe!
Gib Gas, Joe! ist eine US-amerikanische Filmkomödie aus dem Jahr 1951 mit Red Skelton in der Hauptrolle. Sie behandelt auf amüsante Art die ersten menschlichen Versuche im Umgang mit Automobilen.

## Handlung
Die Vereinigten Staaten kurz vor dem Ende des 19. Jahrhunderts. In der in Neuengland liegenden Kleinstadt Willow Falls lebt der liebenswerte, aber etwas tollpatschige Tüftler Joe Beldon, welcher von dem Gedanken beseelt ist, das erste pferdelose Fortbewegungsmittel für Personen zu bauen.
Seine Experimentierversuche mit dem von ihm getauften Gasomobil sind jedoch nicht von Erfolg gekrönt und bringen ihm statt der Anerkennung nur das Gespött der Einwohner ein. Zu allem Überfluss wird seinem angehenden Schwiegervater Harvey als Eigner eines Pferdefuhrwerk-Parks durch Joes Erfindung womöglich die Lebensgrundlage entzogen. Allein auf weiter Flur stehen ihm lediglich Freundin Lizzy und sein bester Kumpel Ben zur Seite.
Als Joe endlich einen wichtigen Schritt in Richtung der Vollendung seines Mobils macht, sorgen Missverständnisse um eine junge, mannstolle Dame dafür, dass Lizzy glaubt, Joe habe ihr den Laufpass gegeben und ihn verlässt.
Am Ende bleibt Joe nur ein Weg, um alles wieder ins Reine zu bringen: bei einem in Willow Falls ausgetragenen Wettrennen zwischen verschiedenen skurrilen Motorwagen will Joe mit seiner Erfindung als Erster über die Ziellinie fahren und seinen Erzrivalen besiegen – den schmierigen Cyrus Random, welcher Lizzy inzwischen den Hof gemacht hat …

## Wissenswertes
- Der Film ist eine liebevolle Hommage an die Tage, als maschinelle Fortbewegungsmittel noch in den Kinderschuhen steckten. Anders als in „Die tollkühnen Männer in ihren fliegenden Kisten“ wird hier jedoch nicht so sehr auf den Humor von Slapstick- und Screwball-Komödien gesetzt, sondern vielmehr auf einen naiv-unbekümmerten Helden und die damals populäre Filmform des Musical.
- Sally Forrest in der Rolle der Lizzy war zum Zeitpunkt des Drehs eine bekannte Tänzerin. Aus diesem Grund wurde auch eigens für sie eine nicht ganz zum Zeitkolorit passende Tanzszene eingefügt. Ihre Gesangseinlagen wurden von der Sängerin Gloria Grey synchronisiert.
- Der Morgan, ein im Film verwendetes Auto, ist ebenfalls in dem Streifen Der Glanz des Hauses Amberson von 1942 zu sehen.

## Kritiken
- "Eine Groteske über die Kindertage des Automobils in Amerika: ein ergiebiger Komödienstoff für den Komiker Skelton." – „Lexikon des internationalen Films“ (CD-ROM-Ausgabe), Systhema, München 1997

- "Komiker Skelton spielt das mit gewohnt grotesker Motorik und vielen Slapstick-Pointen." (Wertung: 2 Sterne = durchschnittlich) – Adolf Heinzlmeier und Berndt Schulz in Lexikon „Filme im Fernsehen“ (Erweiterte Neuausgabe). Rasch und Röhring, Hamburg 1990, ISBN 3-89136-392-3, S. 304

- "Farbige Filmgroteske (...). Bewegt sich zwischen bewusstem Kintopp und komischer Naivität. Durch Red Skelton ziemlich erheiternd." – 6000  Filme. Kritische Notizen aus den Kinojahren 1945 bis 1958. Handbuch V der katholischen Filmkritik, 3. Auflage, Verlag Haus Altenberg, Düsseldorf 1963, S. 158